# Coloms negres
Coloms negres (títol original en anglès, Black Doves) és una sèrie de televisió britànica de thriller d'espies creada per Joe Barton. La sèrie, protagonitzada per Keira Knightley, Ben Whishaw i Sarah Lancashire, està desenvolupada per Sister i Noisy Bear per a Netflix. Abans de la seva estrena el 5 de desembre de 2024, es va renovar per a una segona temporada. S'ha subtitulat al català.

## Sinopsi
La Helen, dona del secretari d'Estat de Defensa dels Estats Units, s'assabenta que la seva identitat secreta com a Colom Negre està en perill després que el seu amant hagi sigut assassinat pel submon de Londres. Els seus ocupadors, una organització d'espies a sou que recullen secrets industrials, polítics o diplomàtics al millor postor, envia en Sam, un vell amic, perquè la protegeixi.

## Producció
El projecte va ser anunciat per Netflix l'abril de 2023. Barton també la produeix a través de Noisy Bear, juntament amb la productora Sister.
El rodatge va començar a Londres l'octubre de 2023. Aquell mes, Sarah Lancashire i Ben Whishaw es van afegir al repartiment, juntament amb Andrew Buchan, Omari Douglas, Andrew Koji, Kathryn Hunter, Sam Troughton, Ella Lily Hyland, Adam Silver, Ken Nwosu i Gabrielle Creevy. El març de 2024, Adeel Akhtar, Tracey Ullman, Finn Bennett i Luther Ford s'hi van unir. L'agost de 2024, abans de la seva estrena, Netflix va renovar el programa per a una segona temporada.
La sèrie es va estrenar a Netflix el 5 de desembre de 2024.